# Maria Ida Adriana Hoogendijk

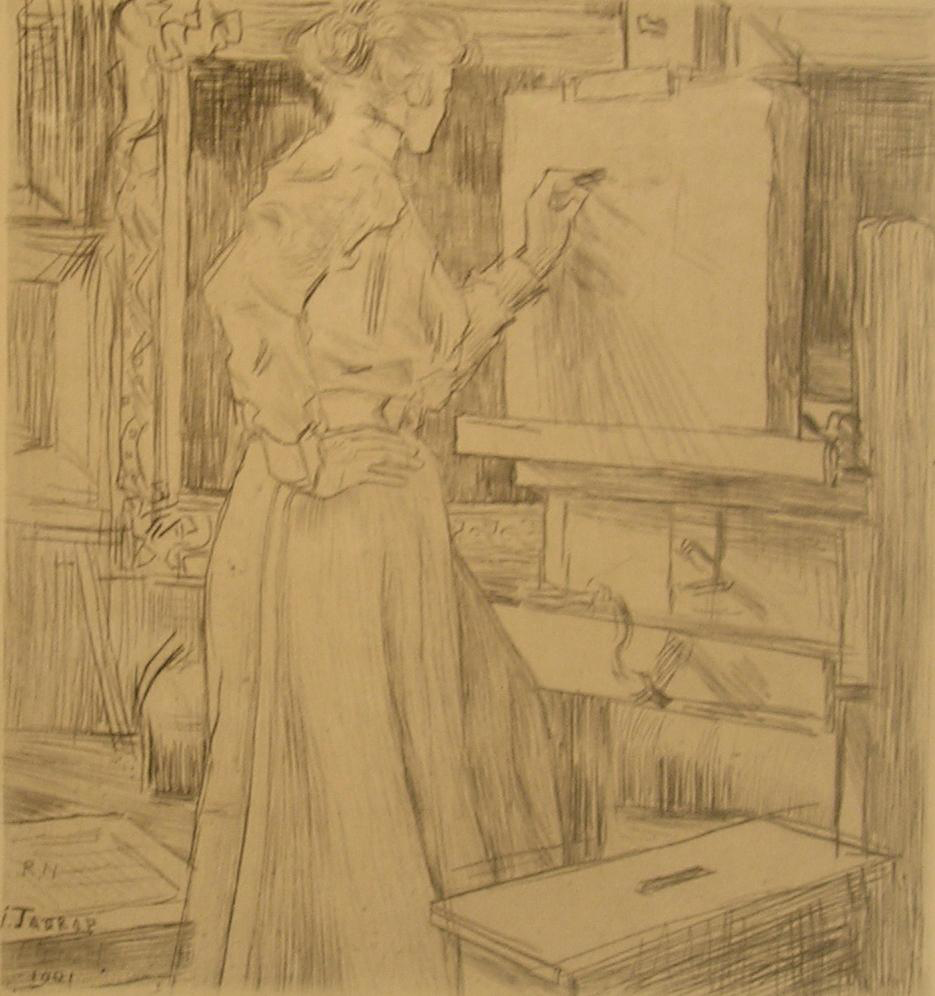
Maria Ida Adriana Hoogendijk Porträt von Jan Toorop, 1901

Maria Riet Ida Adriana Hoogendijk (* 20. Mai 1874 in Krimpen aan den IJssel; † 13. April 1942 in Amsterdam) war eine niederländische Zeichnerin, Radiererin, Lithografin und Malerin.

## Leben und Werk
Riet Hoogendijk wurde am 20. Mai 1874 in Krimpen aan den IJssel geboren. Ihr Vater war der Deichgraf, Ziegelfabrikant, Stadtrat, Bouwman und Diakon und Kirchenvorsteher Cornelis Hoogendijk (1816–1883), ihre Mutter Gerharda Hendrika Adriana de Wilde (1836–1875). Sie war das jüngste von sechs Kindern der Familie. Ihre Mutter starb ein Jahr nach ihrer Geburt, ihr Vater als sie neun Jahre alt war. Mit ihren zwei Schwestern Johanna und Wilhelmina wurde sie zu einer Tante nach Gouda geschickt, dort wuchs sie auf. Ab 1890 lebte sie mit ihren Schwestern im Haushalt ihres Bruders, dem Maler und Kunstsammler Cornelis Hoogendijk (1866–1911) in Den Haag. Dort studierte sie an der Koninklijke Academie van Beeldende Kunsten, danach an der Rijksakademie van beeldende kunsten in Amsterdam. Ihre Lehrer waren Carel Lodewijk Dake, Jacob Hendrik Geerlings, Frits Jansen und Egbert Schaap. Sie war Mitglied der Künstlervereinigungen Arti et Amicitiae und Kunstenaarsvereniging Sint Lucas. Sie heiratete am 4. Dezember 1905 in Amsterdam den Maler und Zeichner Gerrit Willem van Blaaderen. Mit ihm hatte sie drei Kinder, Tom, Sonja und Ina und von ihm ließ sie sich am 4. September 1917 scheiden.
Als Vertreterin der Erben ihres Bruders Cornelis Hoogendijk löste sie dessen Gemäldesammlung nach seinem Tod auf. Ein Teil wurde verkauft, einen Teil behielten sie und ihre Geschwister und sie vermachte eine Schenkung von 50 Gemälden aus der umfangreichen Sammlung ihres Bruders an das Rijksmuseum Amsterdam. So konnte sie die anfallenden Erbschaftssteuern umgehen.
Riet Hoogendijk starb am 13. April 1974 in Amsterdam. Sie wurde neben ihrem Bruder Cornelis Hoogendijk (1866–1911) auf dem  Begraafplaats Westerveld, Driehuis begraben.

## Ausstellungen
- 1910: 20e jaarlijksche tentoonstelling van kunstwerken van leden der vereeniging
- 1939; Onze kunst van heden